# Великий Суходол
Великий Суходол (укр. Великий Суходіл, также используется название Большой Суходол) — село в Краснодонском районе Луганской области Украины, центр Великосуходольского сельского совета. Де факто — с 2014 года населённый пункт контролируется самопровозглашённой Луганской Народной Республикой.

## География
Расположено на правом берегу Северского Донца (бассейн Дона), по руслу которого к востоку от населённого пункта проходит граница Украины и России. Соседние населённые пункты: сёла Давыдо-Никольское (выше по течению Северского Донца), Ивановка, Радостное на северо-западе, Липовое на западе, Дружное, Малый Суходольск и город Суходольск на юго-западе, посёлки Северо-Гундоровский, Северный, сёла Подгорное, Беленькое, Поповка на юге.

## Население
Население насчитывает 1485 человек (2001).